# Кузьмищево (Тверская область)
Кузьмищево — опустевшая деревня в Весьегонском муниципальном округе Тверской области.

## География
Деревня находится в северо-восточной части Тверской области на расстоянии приблизительно 21 км на запад по прямой от районного центра города Весьегонск.

## История
Была известна с 1628-30 годов как поместная деревня Юрия Шукертова «Кузминищево на речке на Медведице» с двумя крестьянскими и одним бобыльским двором. В 1859 году отмечено было 14 дворов, позднее 21 двор (1889), 38 (1931), 32(1963), 9 (1993), 4(2008). До 2019 года входила в состав Ёгонского сельского поселения до упразднения последнего. Ныне опустела.

## Население
Численность населения: 78 человек (1859 год), 132 (1889), 129 (1931), 82(1963), 20(1993), 13 (русские 92 %) в 2002 году, 10 в 2010.